# ホワイト・ルーム (クリームの曲)
「ホワイト・ルーム」(White Room)はイギリスのロックバンド、クリームによる楽曲である。ベーシストのジャック・ブルースが作曲し、詩人のピート・ブラウンが作詞を行った 。バンドは1968年中ごろに二枚組アルバム『クリームの素晴らしき世界』を録音した。9月にAM放送向けに短く編集した米国版シングルがリリースされたが、アルバム指向のFM放送局はアルバムのフルバージョンを放送した。1969年1月に遅れてリリースされた英国版シングルではアルバムバージョンの音源が用いられた。

## 録音と作曲
1967年、まだタイトル未定だったクリームのサードアルバムのロンドンでの最初のセッションで「ホワイト・ルーム」のレコーディングが始まったと伝えられている。12月、ニューヨーク市のアトランティック・スタジオで作業は続けられ、やはりアトランティックでの1968年2月、4月、6月の三回のセッションの間に完了した。
ジャック・ブルースが歌いながらベースを演奏、エリック・クラプトンがギターパートを重ね録りし、ジンジャー・ベイカーがドラムスとティンパニーを演奏して、グループのプロデューサーであるフェリックス・パパラルディがヴィオラで参加した。クラプトンは「トーキング・エフェクト」を得るためワウペダルを使用してギターを演奏した。ベイカーは4分の4拍子の構成に特徴的な4分の5拍子のオープニングを追加したと主張している。

## チャート推移

### 週間チャート
| チャート（1968年–69年）                 | 最高位 |
| --------------------------------------- | ------ |
| オーストラリア Go-Set                   | 1      |
| オーストリア シングル・チャート         | 19     |
| カナダ RPMトップ・シングル              | 2      |
| ニュージーランド (Listener)             | 2      |
| 全英シングルチャート                    | 28     |
| 全米 ビルボード・ホット100              | 6      |
| 全米キャッシュボックス トップ・シングル | 5      |

### 年間チャート
| チャート (1968年)          | Rank |
| -------------------------- | ---- |
| カナダ                     | 39   |
| 全米 ビルボード・ホット100 | 81   |
| 全米 キャッシュボックス    | 48   |

## 認知とその他の録音
ローリング・ストーン誌は「ホワイト・ルーム」を「ローリング・ストーンの選ぶオールタイム・グレイテスト・ソング500」の376番目にランク付けした。
ライヴ音源は1972年のライヴアルバム『ライヴ・クリーム Vol.2』に収録されている。1990年にクラプトンは自身のロイヤル・アルバート・ホール・コンサートシリーズで、1999年にはシェリル・クロウのシェリル・クロウ＆フレンズコンサートでクロウと共にこの曲を演奏した。また、ブルースが1999年から2000年にかけて録音し、2001年に発表したソロ・アルバム『シャドウズ・イン・ジ・エアー』に収録された「ホワイト・ルーム」のリメイクには、クラプトンがゲスト参加した。2005年、再結成したクリームがロイヤル・アルバート・ホールでこの曲を演奏し、この時の録音がライブアルバム Royal Albert Hall London May 2-3-5-6, 2005 としてリリースされている。
スティーヴン・トマス・アールワインはオールミュージックでの楽曲レビューでこの曲は「頻繁に、そしてブロードウェイ・スターのジョエル・グレイ、フュージョン・ギタリストのフランク・ギャンバレ、キャッシュ・ヴァレイ・ドリフターズ、メタルバンドのへロウィンと言った奇妙なアーティスト達によってカヴァーされている。この幅広く取り混ぜになったリストは、「ホワイト・ルーム」が多面的な曲で、劇的な光景、複雑な音楽性、ハードロックの激しさを等しく内包していることを証明している。他のアーティストは自分たちの解釈においてそれぞれ異なる要素を強調しているが、クリームのオリジナルヴァージョンはすべてを一つの驚くべきパッケージに包み込んだ」と記している。